# Olof Huddén
Olof Gustaf Huddén, född 11 februari 1923 i Sollentuna, död 2 september 2006 i Hedvig Eleonora församling i Stockholm, var en svensk skådespelare.
Olof Huddén är begravd på Solna kyrkogård. Han var far till skådespelaren Mats Huddén samt gammelfarfar till sparkcykelåkaren Isak Huddén.

## Filmografi
- 1951 – Sköna Helena
- 1959 – Ryttare i blått
- 1961 – Lita på mej, älskling!
- 1961 – Stöten
- 1963 – Mordvapen till salu
- 1963 – Protest
- 1963 – Tystnaden
- 1964 – Tre dar på luffen
- 1964 – Blåjackor
- 1965 – Conny
- 1965 – Här kommer bärsärkarna
- 1969 – Friställd (TV-serie)
- 1972 – Rävspel (TV-serie)
- 1973 – Förlorarna (TV-film)
- 1973 – Ett köpmanshus i skärgården (TV-serie)
- 1973 – Hem till byn (TV-serie)
- 1973 – Bröd för dagen (TV-serie)
- 1974 – Albert & Herbert (TV-serie) (även 1979)
- 1974 – Fiskeläget (TV-serie)
- 1976 – Predikare-Lena
- 1976 – Fleksnes fataliteter (TV-serie)
- 1976 – A.P. Rosell, bankdirektör (TV-serie)
- 1979 – Charlotte Löwensköld
- 1979 – Mor gifter sig (TV-serie)
- 1980 – Styv kuling (TV-serie)
- 1981 – Stjärnhuset (TV-serie)
- 1981 – Det finns inga smålänningar (TV-serie)
- 1983 – Vid din sida (TV-serie)
- 1984 – Träpatronerna (TV-serie) (även 1988)
- 1989 – Jag är här
- 1989 – The Hired Gun
- 1989 – T. Sventon praktiserande privatdetektiv (TV-serie)
- 1992 – Så är det bara
- 1998 – Skärgårdsdoktorn (TV-serie)
- 1998 – S:t Mikael (TV-serie)

## Teater

### Roller
| År   | Roll                   | Produktion                                | Regi                 | Teater                 |
| ---- | ---------------------- | ----------------------------------------- | -------------------- | ---------------------- |
| 1953 | Arthur                 | Syskon H.C. Branner                       | Hans Råstam          | Atelierteatern         |
| 1955 | Sir Claude Mulhammer   | Privatsekreteraren T.S. Eliot             | Hans Råstam          | Atelierteatern         |
| 1956 | Axel, måg              | Pelikanen August Strindberg               | Robert Lindahl       | Atelierteatern         |
| 1956 | Blom                   | Streber Stig Dagerman                     | Robert Lindahl       | Atelierteatern         |
| 1956 |                        | Råttfällan Agatha Christie                | Anita Blom           | Borås kretsteater      |
| 1960 | Jack, förman           | Tuppen Seán O'Casey                       | Lars-Levi Laestadius | Stockholms stadsteater |
| 1961 | Lodovico               | Othello William Shakespeare               | Birgit Cullberg      | Stockholms stadsteater |
| 1961 | En förbipasserande     | Körsbärsträdgården Anton Tjechov          | Bengt Ekerot         | Stockholms stadsteater |
| 1961 | Colombo                | Violerna Georges Schehadé                 | Sam Besekow          | Stockholms stadsteater |
| 1963 | Pappa Klot Bonde II    | Bara en barberare Georges Schehadé        | Lars-Levi Laestadius | Stockholms stadsteater |
| 1963 | Lotsack Snorre Storbrå | Lax, lax, lerbak Alf Henrikson            | Carl Johan Ström     | Stockholms stadsteater |
| 1988 |                        | Kvinnornas Decamerone Julia Voznesenskaja | Lars Rudolfsson      | Orionteatern           |
| 1995 |                        | Min mamma herr Albin Jean Poiret          | Hans Bergström       | Folkan                 |

## Radioteater

### Roller
| År   | Roll       | Produktion                                                 | Regi                |
| ---- | ---------- | ---------------------------------------------------------- | ------------------- |
| 1950 | Sir Alfred | Miljonpundssedeln (The Million Pound Bank Note) Mark Twain | Benkt-Åke Benktsson |